# Olympic Studios

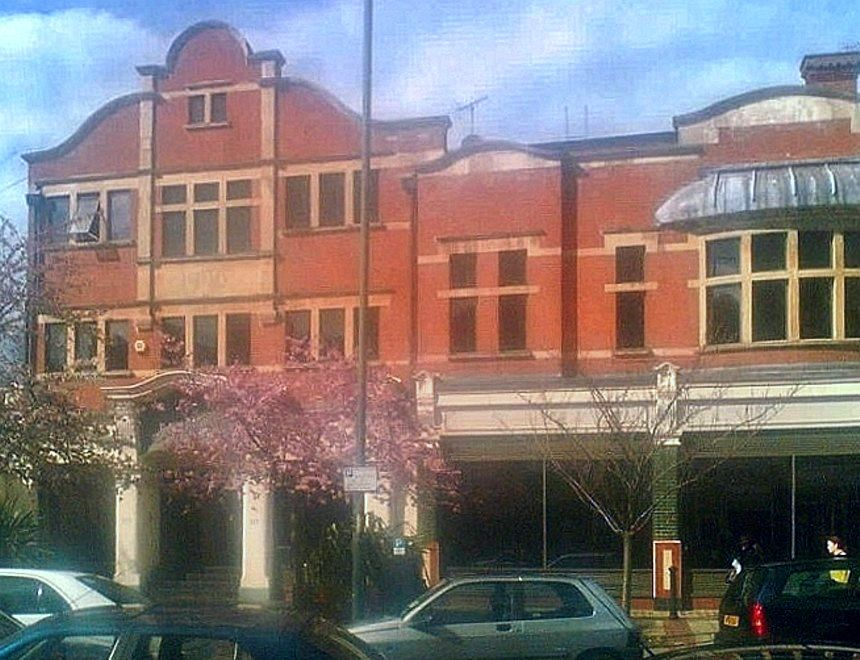
Olympic Studios, Londres, 2008.

Olympic Studios foi um renomado estúdio de gravação com sede em Londres, Inglaterra. Tornou-se mundialmente conhecido ao ser utilizado a partir da década de 1960 por alguns dos mais célebres músicos de pop e rock da Grã-Bretanha e dos Estados Unidos. 
A construção que abrigava o estúdio foi erguida em 1906 na forma de teatro, posteriormente transformado em cinema. A Guild TV adquiriu o prédio no final da década de 1950, convertendo-o em estúdio cinematográfico. Em 1965, foi comprado pela Olympic Sound Studios. A transformação de estúdio cinematográfico para sonoro foi conduzida pelo arquiteto Robertson Grant, e as acústicas finalizadas por Keith Grant e Russel Pettinger.
As mesas de mixagem do Olympic foram projetadas por seus próprios funcionários, e construídas especialmente para o estúdio. Tornaram-se conhecidas como mesas Olympic, e foram aperfeiçoadas por Dick Swettenham, Keith Grant e, posteriormente, Jim McBride em conjunto com Jim Downloer. Mais tarde, Swettenham passou a fabricar e comercializar as mesas sob a denominação Helios. As mesas Olympic e Helios são elogiadas até hoje por sua alta qualidade.
Entre outros feitos, o Olympic venceu o prêmio de "Melhor Estúdio de Gravação" da Music Week Magazine cinco vezes. Quatro décadas a serviço da indústria musical e uma sucessão de prêmios e proprietários, no entanto, foram encerradas em 2009 com a fusão da EMI, então no comando do estúdio, com o Virgin Group. Após o fechamento do Olympic e a venda do prédio, um comunicado deu a entender que o local será convertido em um cinema que incorporará os elementos remanescentes da história da construção.